# Monica Huggett
Monica Huggett (* 16. Mai 1953 in London) ist eine britische Violinistin, Musikpädagogin sowie Gastdirigentin und künstlerische Leiterin zahlreicher Barockensembles.

## Leben
Monika Hugget wurde als fünftes von sieben Kindern einer Familie mit irischem, englischem und französischem Hintergrund geboren. Ersten Violinunterricht erhielt sie bereits mit 6 Jahren. Mit 16 Jahren nahm sie das Violinstudium an der Royal Academy of Music auf. Zu Beginn dieses Studiums entdeckte sie ihre Verbundenheit mit der Barockvioline und konzentrierte sich im Studium hauptsächlich auf dieses Instrument. Zu ihren wichtigen Lehrern gehören Manoug Parikian (1920–1987), Sigiswald Kuijken und Kató Havas.
Monica Huggett spielte in den 1970er Jahren mit dem Ensemble The English Concert unter Trevor Pinnock und der Academy of Ancient Music unter Christopher Hogwood. 1980 gründete sie mit Ton Koopman das Amsterdam Baroque Orchestra, in dem sie bis 1987 als Konzertmeisterin fungierte. Als Solistin wirkte sie mit vielen anderen Orchestern, die sich der historischen Aufführungspraxis verschrieben haben, z. B. dem Orchestra of the Age of Enlightenment oder den Raglan Baroque Players. Auch in zahlreichen Auftritten und Einspielungen mit ihrem Ensemble Sonnerie oder dem Trio Sonnerie sowie dem Ensemble „Hausmusik London“ ist Monica Huggett regelmäßig anzutreffen. Sie war viele Jahre Künstlerische Leiterin des Portland Baroque Orchestra und des Irish Baroque Orchestra.
Huggett unterrichtete Barockvioline am Koninklijk Conservatorium Den Haag und an der Hochschule für Künste Bremen. Im Herbst 2008 wurde sie zur Künstlerischen Leiterin des „Juilliard Historical Performance Program“ an der Juilliard School in New York berufen. Sie war bis 2017 Mitglied der Fakultät, zu diesem Lehrkörper konnte sie in der Anfangszeit weitere bekannte Künstler wie Jordi Savall und William Christie gewinnen.